# خورخي رييس (ممثل)
خورخي رييس (بالإسبانية: Jorge «Che» Reyes)‏ هو ممثل أرجنتيني، ولد في 14 فبراير 1907 في بوينس آيرس في الأرجنتين، وتوفي في 28 مارس 1985 في مدينة مكسيكو في المكسيك.

## وصلات خارجية
- خورخي رييس على موقع IMDb (الإنجليزية)
- خورخي رييس على موقع قاعدة بيانات الفيلم (الإنجليزية)